# Канходжі Ангрія
Канходжі Ангрія (маратхі:कान्होजी आंग्र, 1669 —4 липня 1729) — політичний та військовий діяч маратхів, соратник Шиваджі, засновник маратхського флоту, саркхел (адмірал).

## Життєпис
Походив з заможної родини маратхів Санкапал. Його предки були намісниками на кшталт мажордомів середньовічної Європи у маленькому князівстві на узбережжі Конкан. Був сином Тукоджі Санкапала. При народженні отримав ім'я Каду. Замолоду отримав перші знання про морську справу під орудою батька. Згодом вони разом приєдналися до Шиваджі.
Брав участь у походах Шиваджі, а коли останній вирішив створити власний флот, його вибір впав на Каду. Тоді він вже змінив своє ім'я та прізвиже на Каноджі Ангрія. Він став формувати флот, бази якого розташував на знайомому Конканському узбережжі. Флот складався з ґхарабі — 3-щоглові судна тоннажністю 150–300 т з 20 гарматами та 150 членами абордажної команди. У 1698 році чхатрапаті (імператор) Раджарам надав Ангрії титул саркхела (адмірала). Своєю першою базою зробив фортецю Віджаядург.
Головний удар Ангрія зосередив на торговельних суднах європейських компаній, щоб підірвати торгівлю імперії Великих Моголів. Новою базою стає Алібаг. З 1702 року ці напади стали регулярними й особливо небезпечними. Того ж року він захопив англійське судно у гавані Калікута. У 1707 році напав на околиці Бомбея. У 1712 році захопив португальський караван. Спроби у 1715 році з боку англійців розбити Ангрію зазнали невдачі, а у 1718 році він блокував Бомбей й відступив після сплати викупу у 8750 фунтов стерлингів.
Водночас Канходжі активно втручався у політичні справи. У 1707 році сприяв замиренню серед нащадків Шиваджі та піднесенню Баладжі Вішванатха, який став пешвою. Втім зрештою став самостійним, спробу у 1713 році підкорити себе Ангрія відбив. В результаті Канходжі отримав від володаря маратхів 26 фортець вздовж узбережжя Махараштри.
Європейці робили нові спроби знищити Ангрію: у 1720 році — англійці, а у 1721 році — вони ж разом з португальцями атакували форти Каноджі, втім були розбиті.
У 1724 році облаштовує ще одну військово-морську базу Пуранагад, а також зводить форт на Андаманських островах, що дозволило Ангрії ще більше розширити напади на голландських, англійських та португальських купців. На момент смерті у 1729 році Каноджі Ангрія вважався впливовішим адміралом Аравійського моря.

## Родина
- Секходжі (д/н-1733), саркхел у 1729–1733 роках
- Самбхаджі (д/н-бл.1743), саркхел у 1733–1743
- Манаджі, саркхел з 1733 року
- Туладжі (д/н-1756), саркхел у 1743–1756 роках
- Єшаджі